# Yumoto Soya
Soya Yumoto (sinh ngày 28 tháng 9 năm 2001) là một cầu thủ bóng đá người Nhật Bản.

## Sự nghiệp câu lạc bộ
Soya Yumoto đã từng chơi cho FC Tokyo.